# New Cordell
New Cordell è una città degli Stati Uniti, situata nello Stato dell'Oklahoma, nella Contea di Washita, della quale è il capoluogo.